# تردک سالتین
تردک سالتین (انگلیسی: Saltine cracker) یا تردک سودا (انگلیسی: soda cracker) یک تردک نازک و معمولاً مربعی است که معمولاً از آرد سفید، گاهی مخمر نان (اگرچه بسیاری از آنها بدون مخمر هستند) و جوش شیرین ساخته و روی سطح بیشتر انواع آن، کمی نمک بلور درشت پاشیده می‌شود. این نوع تردک، دارای سوراخ‌هایی بر روی سطح خود و همچنین بافتی کاملاً خشک و ترد می‌باشد.